# Tanztheater Wuppertal Pina Bausch

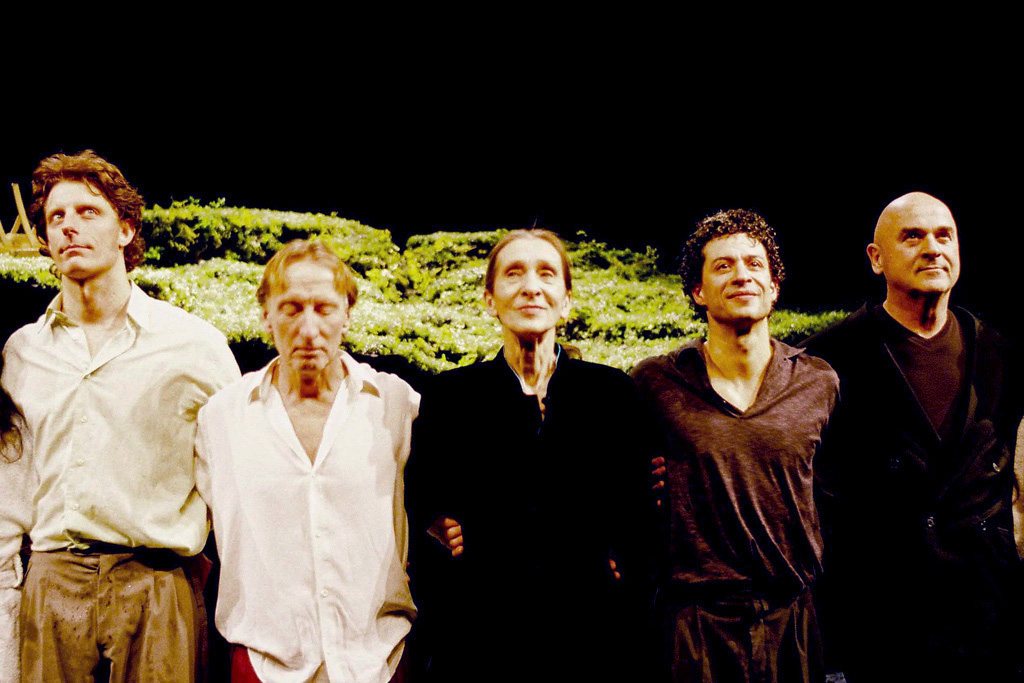
Pascal Merighi, Dominique Mercy, Pina Bausch, Fernando Suels Mendoza, Peter Pabst, 2009 (v. l. n. r.)

Das Tanztheater Wuppertal Pina Bausch ist ein Tanzensemble, das 1973 von der Choreografin Pina Bausch gegründet wurde.

## Geschichte
Als die Wuppertaler Bühnen 1996 mit dem Musiktheater im Revier in Gelsenkirchen zum Schillertheater NRW fusionierten, trat Pina Bauschs Kompanie aus dem Verband mit den Wuppertaler Bühnen aus und wurde 1999 als Tanztheater Wuppertal Pina Bausch GmbH eigenständig. Ein umfassender Besorgungsvertrag mit den seit 2001 wieder selbstständigen Wuppertaler Bühnen regelt die personelle und materielle Unterstützung des Tanztheaters durch die Bühnen. Unterstützt wurde sie von einem Beirat; Vorsitzender im Beirat Tanztheater Wuppertal Pina Bausch GmbH war Andreas Bergmann. Die Stadt Wuppertal hält 95 % der GmbH und 5 % gehören Salomon Bausch, dem Sohn der verstorbenen Künstlerin.

### Spielstätten

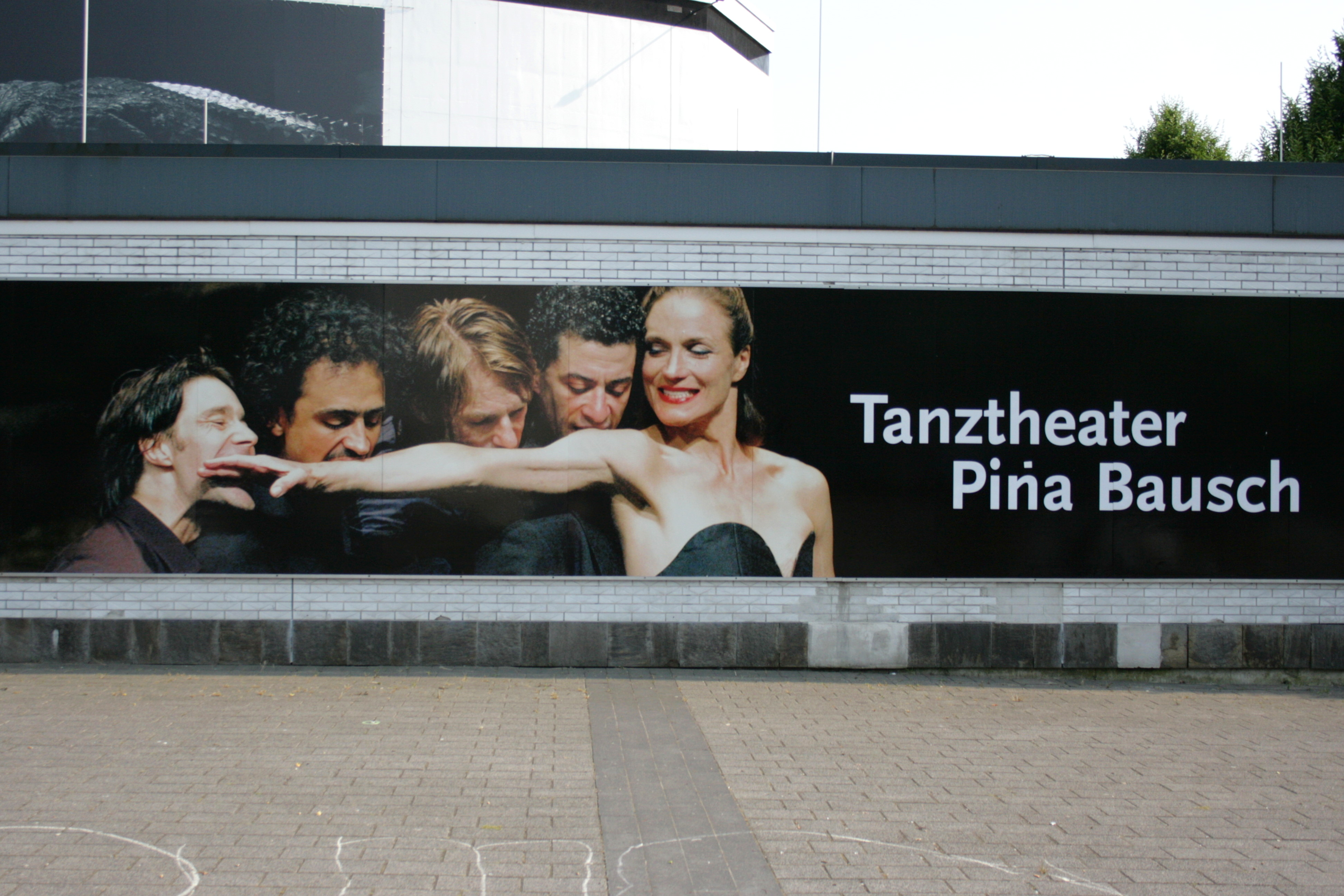
Plakat am Elberfelder Schauspielhaus

Wegen anhaltender großer Sicherheitsmängel wurde dem Opernhaus in Barmen 2003 die Betriebsgenehmigung entzogen. Dies zwang die Kommunalpolitiker zum Beschluss der Sanierung. Daher teilten sich bis zur Wiedereröffnung das Tanztheater Pina Bausch und die Wuppertaler Bühnen das Elberfelder Schauspielhaus. Das Tanztheater spielte (im Gegensatz zu den Wuppertaler Bühnen) im selben Umfang wie zuvor in zwei Theatern. Viele der Werke Pina Bauschs, die im Opernhaus zur Uraufführung kamen, wurden ins Schauspielhaus transferiert, was dank ausgedehnter Tournee-Erfahrungen routiniert bewältigt wurde. 2009 wurde das Opernhaus nach der Sanierung wieder eröffnet. Wegen der „dramatischen Haushaltssituation“ war die Möglichkeit des Betreibens zweier Theater etwa derselben Größe (750 bzw. 820 Plätze) seit 2010 in Wuppertal fraglich. Das Tanztheater Pina Bausch war in der Öffentlichkeit eines der Hauptargumente für den Erhalt beider Bühnen. Aufgrund der schlechten Haushaltslage der Stadt Wuppertal wurde das Schauspielhaus mit Ablauf der Spielzeit 2012/2013 am 30. Juni 2013 geschlossen, so dass diese Spielstätte nicht mehr zur Verfügung steht. Im Oktober 2013 forderte die Initiative Schauspielhaus Wuppertal Initiative Wuppertal einen Runden Tisch zur Zukunft des Schauspielhauses und die Umsetzung eines Ratsbeschlusses aus dem Jahr 2006 zur Sanierung des Gebäudes.

### Nach dem Tod Pina Bauschs
Nach dem Tode von Pina Bausch 2009 erklärte sich das Tanzensemble bereit, seinen Gastspielverpflichtungen weiter nachzukommen. Das Land Nordrhein-Westfalen und die Stadt Wuppertal unterstützte die Kompanie weiterhin. Die künstlerische Leitung des Tanztheaters teilten sich bis 2013 Dominique Mercy, ein Ensemblemitglied seit 1973, und Robert Sturm, ein langjähriger künstlerischer Assistent Bauschs. Die kaufmännische Geschäftsführung übernahm 2008 Cornelia Albrecht, 2011 folgte ihr in dieser Funktion Dirk Hesse. Im April 2013 übernahm Lutz Förster die künstlerische Leitung. Er ist ein früheres Ensemblemitglied in der Compagnie von Pina Bausch und langjähriger Tanzprofessor an der Folkwang Universität der Künste. In der Spielzeit 2015/16 ließ er erstmals drei neue Produktionen mit Gastchoreographen für das Ensemble einüben und aufführen.
Von der Spielzeit 2013/2014 an feierte das Tanztheater Wuppertal Pina Bausch die Jubiläumsspielzeit Pina40 – 40 Jahre Tanztheater Wuppertal Pina Bausch unter der Leitung von Ulli Stepan und Robert Sturm. Ausgangspunkte waren die Stücke von Pina Bausch: außergewöhnliche Bühnenbilder und Kostüme, ungewöhnliche Musikrecherchen und -collagen, rund 130 Tänzer aus mehr als 20 Ländern, Filme mit, über und von Pina Bausch, Internationale Recherchereisen und Koproduktionen, Freundschaften mit Künstlern, Filmemachern, Fotografen, Literaten, Gastspielpartnern und Weggefährten in der ganzen Welt, besondere Feste und eigenwillige Formate. Über die Arbeit der Pina Bausch Foundation eröffneten sich darüber hinaus Möglichkeiten der Dokumentation, Reflexion und Rekonstruktion.
Begleitend zu den Aufführungen der Stücke von Bausch gab es ein Rahmenprogramm in allen drei Städten. Hauptpartner in Düsseldorf war das tanzhaus nrw, in Essen die Folkwang Universität der Künste sowie PACT Zollverein.
Von Mai 2017 bis Juli 2018 war Adolphe Binder Intendantin und Künstlerische Leiterin. Am 13. Juli 2018 wurde bekannt, dass der Beirat des Tanztheaters Wuppertal die Zusammenarbeit mit Binder mit sofortiger Wirkung beendet. Einer der Konfliktpunkte war, dass Mitte Juli noch immer kein akzeptierter Spielplan für die nächste Saison vorlag. Die danach folgenden arbeitsrechtlichen Auseinandersetzungen wurden im Januar 2020 mit einem außergerichtlichen Vergleich beigelegt. Der langjährige Tanztheater-Geschäftsführer Dirk Hesse erklärte zeitgleich, dass er seinen Vertrag, nicht verlängern wird. Der Beirat setzte auf einen „Prozess der kritischen Reflexion und Weiterentwicklung des Tanztheaters“.
Während des arbeitsrechtlichen Verfahrens war Bettina Wagner-Bergelt ab Januar 2019 für zwei Jahre die künstlerische Leitung des Tanztheaters übertragen worden. Im April 2021 verlängerte Wagner-Bergelt ihren Vertrag bis zum Sommer 2022.
Seit 1. September 2022 war der französische Choreograf und Tänzer Boris Charmatz Intendant des Tanztheater Wuppertal. Im März 2025 legte er mit Wirkung vom August sein Amt nieder.